# Ulf Morgenstern
Pour les articles homonymes, voir Morgenstern.
 (février 2023).
Si vous disposez d'ouvrages ou d'articles de référence ou si vous connaissez des sites web de qualité traitant du thème abordé ici, merci de compléter l'article en donnant les références utiles à sa vérifiabilité et en les liant à la section « Notes et références ».
En pratique : Quelles sources sont attendues ? Comment ajouter mes sources ?

Motif : Absence de toute référence. Le contenu de l'article est-il tiré des liens externes ?

Ulf Morgenstern (né en 1978 à Dresde) est un historien allemand. Il est chercheur associé à la Fondation Otto-von-Bismarck (de) à Friedrichsruh et chargé de cours à l'Université de Hambourg.

## Biographie
En 1999, Morgenstern commence à étudier l'histoire médiévale et moderne et l'anglais à l'Université de Leipzig et à l'Université de Coimbra au Portugal, obtenant en 2005 un Magister Artium. De 2005 à 2011, il est chercheur associé et assistant de recherche au Séminaire d'histoire et à la chaire d'histoire moderne et contemporaine de l'Université de Leipzig avec Ulrich von Hehl. En 2010, il reçoit son doctorat avec la thèse Bürgergeist und Familientradition. Die liberale Gelehrtenfamilie Schücking im 19. und 20. Jahrhundert. Elle est publiée par Schöningh-Verlag (de) en 2012. En 2011, il reçoit le prix Horst-Springer d'histoire moderne en Saxe pour ce travail. Depuis 2011, il est chercheur associé à la Fondation Otto-von-Bismarck et chargé de cours à l'Université de Hambourg.
Morgenstern est membre de l'Union des historiens allemands, de la Société d'histoire universitaire et scientifique et de l'Association des mécènes et amis de l'Université de Leipzig. Il travaille comme auteur pour la Neue Deutsche Biographie, est co-éditeur du catalogue des professeurs de l'Université de Leipzig (de) et critique de nombreuses publications spécialisées. Pour le Mitteldeutscher Rundfunk, il travaille sur un certain nombre d'émissions, dont 15 contributions à Geschichte Mitteldeutschlands – Das Magazin (de).

## Publications (sélection)

### auteur
- mit Kristina Michaelis: Die Gelnhäuser Großbürgerfamilien Becker und Schöffer. Kaufleute, Kosmopoliten, Kunstmäzene. Am Goldenen Fuß, Hamburg 2013,  (ISBN 978-3-9816102-0-8).
- Bürgergeist und Familientradition. Die liberale Gelehrtenfamilie Schücking im 19. und 20. Jahrhundert (zugl. phil. Dissertation, Univ. Leipzig). Schöningh, Paderborn 2012,  (ISBN 978-3-506-77353-1).
- Lehrjahre eines neoabsoluten Monarchen. Kaiser Wilhelm II. als Kasseler Abiturient im Spiegel eines unbekannten Aufsatzheftes. Otto-von-Bismarck-Stiftung, Friedrichsruh 2011,  (ISBN 978-3-933418-46-3).
- Anglistik an der Universität Leipzig. Das Englische Seminar in Kaiserreich, Weimarer Republik und Drittem Reich 1891–1945 (zugl. Magisterarbeit). Evang. Verlags-Anstalt, Leipzig 2006,  (ISBN 3-374-02356-8).

### éditeur
- mit Ulrich Lappenküper (de): Überzeugungen, Wandlungen und Zuschreibungen. Das Staatsverständnis Otto von Bismarcks (= Staatsverständnisse. Band 130). Nomos, Baden-Baden 2019,  (ISBN 978-3-8487-4915-7).
- Arzt und Abenteurer, Minister und Memoirenschreiber. Autobiographische Aufzeichnungen des Bismarck-Vertrauten Robert Lucius von Ballhausen. Otto-von-Bismarck-Stiftung, Friedrichsruh 2017,  (ISBN 978-3-933418-59-3).
- mit Ulrich Lappenküper: Dem Otto sein Leben von Bismarck. C. H. Beck, München 2015,  (ISBN 978-3-406-67523-2).
- mit Ronald Lambrecht: Kräftig vorangetriebene Detailforschungen. Aufsätze für Ulrich von Hehl zum 65. Geburtstag. Kirchhof & Franke, Leipzig/Berlin 2015,  (ISBN 978-3-933816-56-6).
- mit Thomas Riechert: Professorenkatalog der Universität Leipzig. LIV, Leipzig 2010,  (ISBN 978-3-941608-08-5).
- Levin Ludwig Schücking. Selbstbildnis und dichterisches Schaffen. Aisthesis, Bielefeld 2008,  (ISBN 978-3-89528-690-2).